# 马铁菊头蝠

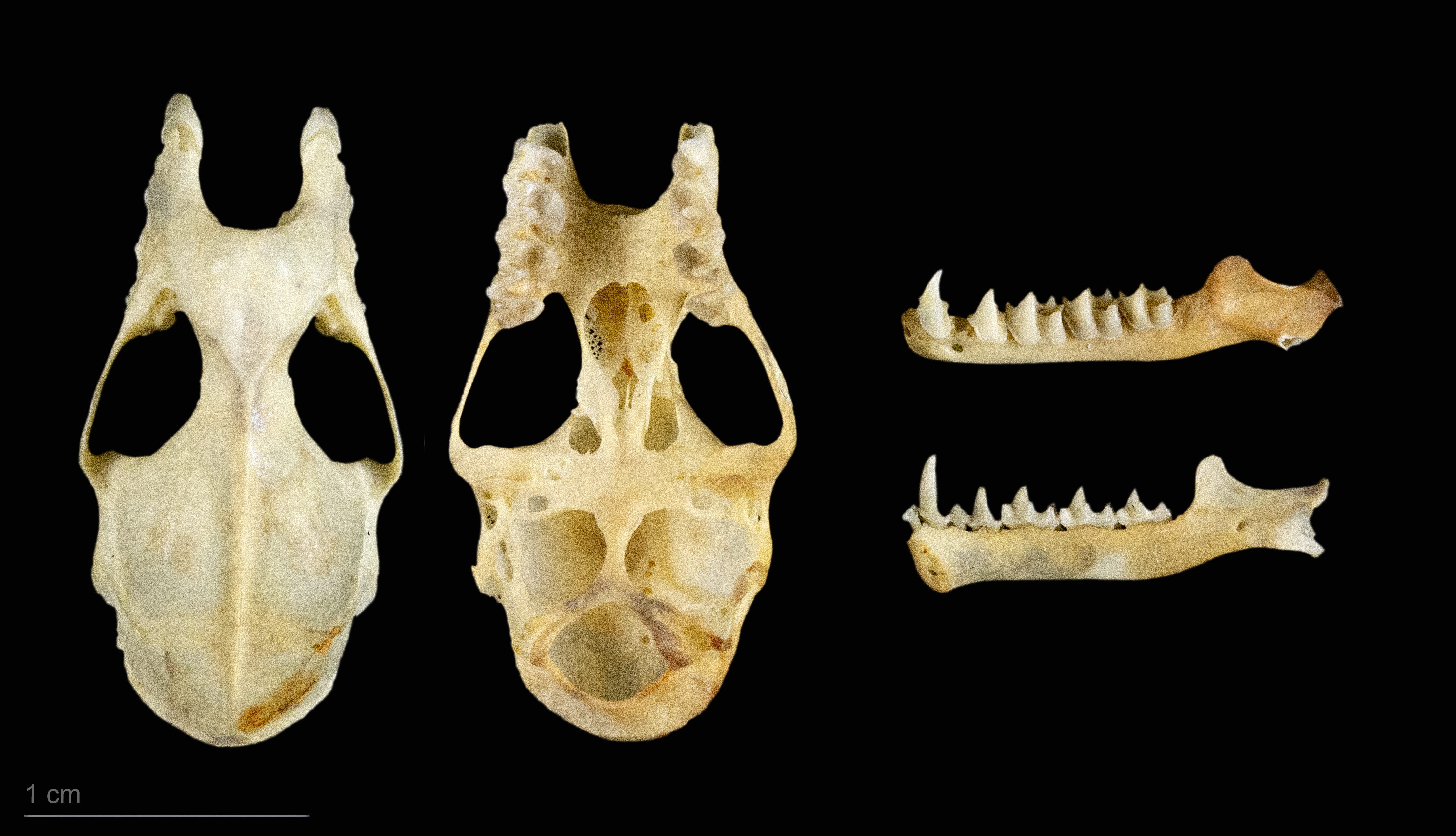
Rhinolophus ferrumequinum

马铁菊头蝠（学名：Rhinolophus ferrumequinum）为菊头蝠科菊头蝠属的动物。在中国大陆，分布于江西、福建、陕西、上海、安徽、云南、甘肃、北京、河北、山东、山西、江苏、贵州、辽宁、吉林、浙江、广西、四川（北部）、河南等地，多栖息于岩洞以及岩隙。该物种的模式产地在法国。

## 亚种
- 马铁菊头蝠华东亚种（学名：Rhinolophus ferrumequinum nippon），Temminck于1835年命名。在中国大陆，分布于江西、陕西、贵州、安徽、甘肃、河北、山东、吉林、江苏、辽宁、福建、浙江、四川（北部）、河南等地。该物种的模式产地在日本。[3]
- 马铁菊头蝠云南亚种（学名：Rhinolophus ferrumequinum tragatus），Hodgson于1835年命名。在中国大陆，分布于四川（西部）、云南等地。该物种的模式产地在尼泊尔。[4]